# اسكندر جميل عثماني
اسكندر جميل عثماني (مواليد 21 يونيو 1992) رياضي جزائري بارلمبي، كان أول ظهور له في الألعاب البارالمبية بطوكيو الألعاب البارالمبية الصيفية 2020.

## الجوائز
- ميدالية فضية بعد مشاركته في ألعاب القوى 100 متر لفئة ت 13 (T13).[1] بنتيجة 10.54 ثانية وبفارق 0.01 عن منافسه جاسون سميث  من أيرلندا. طوكيو  اليابان 2020[3][4]
- ميدالية ذهبية بعد مشاركته في ألعاب القوى 400 متر لفئة ت 13 (T13). بنتيجة 46.70 ثانية. طوكيو  اليابان 2020.[5]

- ميدالية ذهبية بعد مشاركته في ألعاب القوى 100 متر لفئة ت 13 (T13). بنتيجة 10.44 ثانية - كوبي اليابان 2024 .[6]

- ميدالية ذهبية بعد مشاركته في ألعاب القوى 100 متر لفئة ت 13 (T13). بنتيجة 10.42 ثانية مسجلا رقم قياسي عالمي جديد باريس 2024[7]

- ميدالية ذهبية بعد مشاركته في ألعاب القوى 400 متر لفئة ت 13 (T13). بنتيجة 47.43 ثانية . باريس 2024[8][9]

## روابط خارجية
- اسكندر جميل عثماني على موقع الاتحاد الدولي لألعاب القوى (الإنجليزية)
- اسكندر جميل عثماني على موقع Paralympic.org (الإنجليزية)